# Alexander Seitz (Mediziner)

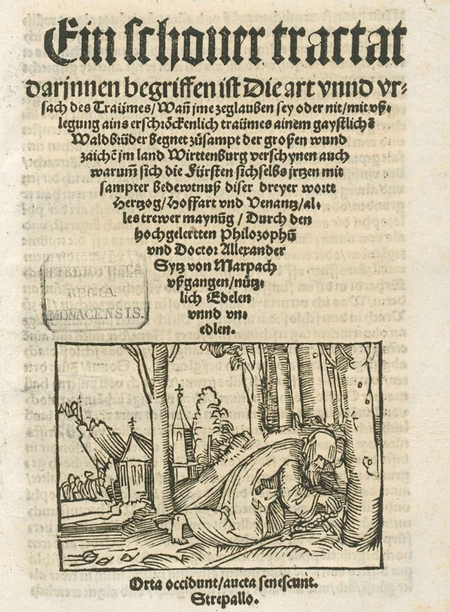
Titelblatt des Traumbuchs 1515

Alexander Seitz (* um 1473 in Marbach am Neckar; † nach 1533) war ein deutscher Arzt, Fachautor und Dramatiker, der wegen seiner revolutionären Umtriebe ins Exil flüchten musste.

## Leben und Wirken

### Akademische Prägung
Seitz studierte von 1488 bis 1495 Theologie und Medizin in Tübingen, wo einige gesellschaftskritische Dozenten wirkten. Unter den Tübinger Theologen hatte sich, geprägt durch Professoren wie Gabriel Biel, Konrad Summenhart, Johann von Staupitz oder Paul Scriptoris, der 1501 wegen Häresie seiner Ämter an der Universität und im Franziskanerkonvent enthoben wurde, eine „vorreformatorische“ Schule herausgebildet, die sich kritisch mit Fehlentwicklungen in Kirche und Klöstern, Staat und Wirtschaft auseinandersetzte und auch Martin Luther maßgeblich beeinflusst haben soll. Zeitgleich mit Seitz studierte hier auch Reinhard Gaißer, der später als Grüninger Dekan ebenfalls den „Armen Konrad“ unterstützte. Nach weiteren Studienaufenthalten in Como und Padua ließ sich Seitz in Württemberg als Arzt nieder und wirkte unter anderem in Wildbad und Marbach am Neckar. 1507 veröffentlichte er eine Abhandlung über die Syphilis.

### Rädelsführer des Armen Konrads
Wegen seiner maßgeblichen Beteiligung am Aufstand des „Armen Konrads“ drohte Seitz, der auch den „Marbacher Städtetag“ der rebellischen Bürger im Unterland koordiniert hatte, 1514 die Todesstrafe. Doch Seitz konnte sich rechtzeitig absetzen, floh zunächst in die Schweiz und hielt sich später in mehreren süddeutschen Städten außerhalb Württembergs auf.

### Wanderjahre im Exil
Im Exil blieb Seitz seiner revolutionären Gesinnung treu: Seine politischen Aktivitäten und sein Engagement für die Reformation führten immer wieder zu Auseinandersetzungen mit den Oberen. Es folgten daraus mehrere Prozesse und Verbannungen.
1519 bis 1521 war Seitz als Stadtarzt in München tätig. In den folgenden Jahren veröffentlichte er diverse medizinische Abhandlungen. In den 1520er- und frühen 30er-Jahren folgten mehrere Aufenthalte in Basel und Straßburg. Während dieser Zeit lernte Seitz die ehemalige Nonne Margreth vom Grutt kennen, die er später heiratete.
Als Seitz 1533 in Basel einen Witwer dazu verpflichten wollte, mit einer vermeintlich wegen fehlenden Geschlechtsverkehrs erkrankten Witwe zu schlafen, wurde er verhaftet, schwor seinen Heilmethoden nach einigen Wochen ab, musste Basel aber für immer verlassen.

### Publikationen (Auswahl)
Seitz veröffentlichte zahlreiche Schriften und gesellschaftskritische Dramen. Unter anderem:
- Ein nutzlich regiment wider die bosen frantzosen (Thema: Syphilis, Ausgabe Stuttgart 1852 des Originals Pforzheim 1509 online – Internet Archive)
- Der Tractat vom Aderlassen. Landshut 1520 (Digitalisat)
- Tragedi vom grossen Abentmal. Straßburg 1540.
- Das truncken schwert gottes. 1544.

### Rezeption
Im Zuge einer Wanderausstellung des Hauptstaatsarchivs Stuttgart zum Armen Konrad, die 2015 in Marbach präsentiert wurde, wurden auch Seitz und Gaißer gewürdigt.